# Região Este (Burquina Fasso)
O Este ou Leste (francês: Est) é uma das treze regiões administrativas de Burquina Fasso criadas em 2 de julho de 2001. Sua capital é a cidade de Fada-N'gourma.

## Províncias
A Região Este é constituída por cinco províncias:
- Gnagna
- Gourma
- Komondjari
- Kompienga
- Tapoa

## Demografia
| 1985    | 1996    | 2006      |
| 621 786 | 853 706 | 1 212 284 |